# Iazer
Iazer a fost un oraș antic din Levant menționat de mai multe ori în Biblie ca fiind una dintre cetățile dăruite leviților. Așezarea se afla la est de râul Iordan, în Galaad. Înainte să fie cucerit de israeliți, Iazer era populat de amoriți.